# Ambassade de Madagascar en Russie
L'ambassade de Madagascar en Russie est la représentation diplomatique de Madagascar en Russie. 
Elle est située à Moscou, la capitale du pays, au 5 Kursovoy Lane.